# Halfway House (album)
Albums de Joe Budden
Mood Muzik 3: The Album
(2008) Padded Room
(2009)
Singles
1. Touch & Go
Sortie : 1er avril 2008

Halfway House est un album indépendant de Joe Budden, sorti le 28 octobre 2008.
Cet opus, diffusé en téléchargement, est paru dans l'attente du second album studio de l'artiste, Padded Room, dont la sortie était retardée. Il marque également le retour de Joe Budden dans le Billboard 200, après cinq ans d'absence.
L'album s'est classé 25e au Top Independent Albums et 184e au Top Internet Albums et au Billboard 200.

## Liste des titres
| No  | Titre                                                                          | Contient un (des) sample(s) de        | Durée |
| --- | ------------------------------------------------------------------------------ | ------------------------------------- | ----- |
| 1.  | Intro                                                                          |                                       | 1:41  |
| 2.  | On My Grind                                                                    | Suite Madame Blue de Styx             | 4:17  |
| 3.  | Overkill (featuring Heartbreak)                                                |                                       | 3:02  |
| 4.  | Check Me Out                                                                   |                                       | 3:40  |
| 5.  | Sidetracked                                                                    | Lost! de Coldplay                     | 3:47  |
| 6.  | Slaughterhouse (featuring Joell Ortiz, Nino Bless, Crooked I et Royce da 5'9") |                                       | 7:01  |
| 7.  | Under the Sun                                                                  | Brothers Under the Sun de Bryan Adams | 4:34  |
| 8.  | The Soul                                                                       | Love Me Back de Willie Hutch          | 4:09  |
| 9.  | Anything Goes                                                                  | Visions of My Mind de Lakeside        | 3:56  |
| 10. | Go to Hell                                                                     |                                       | 3:46  |
| 11. | Just to Be Different                                                           | Burning Bright de Shinedown           | 4:20  |
| 12. | Touch & Go                                                                     |                                       | 3:40  |

| 13. | Better Me                         | Dig d'Incubus                 | 6:18 |
| 14. | One Night Fuck (featuring Emanny) | If It Wasn't for You de Day26 | 4:06 |